# Сергий IV
Папа Сергий IV (на латински: Sergius.PP.IV) роден Пиетро Букапорчи (на италиански: Pietro Buccaporci); букв.Пиетро Свинската зурла)) е глава на Католическата църква, 143-тия папа в традиционното броене.
Син на обущар, бързо се издига в църковната йерархия. През 1005 г. е провъзгласен за епископ на Албино. След абдикацията на папа Йоан XVIII е избран за папа. Между действията приписвани му са мерките срещу глада в Рим, освобождаването на някои манастири от управата на местните епископи, и издаването на була призоваваща за освобождението на Светите земи от мюсюлманите след разрушаването на църквата на Божи гроб в Йерусалим от фатомодския халиф. Сергий IV умира на 12 май 1012 г. а тялото му е погребано в Латеранската базилика в Рим.